# The Detroit News
The Detroit News, también conocido como The News, es uno de los dos principales periódicos de Detroit, la ciudad más poblada del estado de Míchigan. Comenzó a editarse en 1873, cuando se alquiló el espacio en el edificio rival de su competidor Detroit Free Press. The News absorbió el Detroit Tribune el 1 de febrero de 1919, el Detroit Journal el 21 de julio de 1922 y el 7 de noviembre de 1960 compró y cerró el vacilante Detroit Times. Sin embargo, conservó el edificio del Times, que utilizó como planta de impresión hasta 1975, cuando se abrió una nueva instalación en Sterling Heights. El edificio del Times fue demolido en 1978. La calle en Downtown Detroit, donde una vez estuvo el edificio del Times, todavía se llama "Times Square". La Evening News Association, propietaria de The News, se fusionó con Gannett en 1985.
En el momento de su adquisición de The News, Gannett también tenía otros intereses en Detroit, ya que su compañía de publicidad exterior, que finalmente se convirtió en Outfront Media a través de una serie de fusiones, operaba muchas vallas publicitarias en Detroit y sus alrededores, incluidas exhibiciones publicitarias en el Departamento de Transporte de Detroit y los autobuses de la Autoridad de Transporte del Sureste de Míchigan, y su único competidor, principalmente a lo largo de la red de autopistas de Metro Detroit, es 3M National Advertising (ahora Lamar Advertising).
The News afirma haber sido el primer periódico del mundo en operar una estación de radio, la estación 8MK, que comenzó a transmitir el 20 de agosto de 1920. 8MK es ahora WWJ propiedad de CBS. En 1947, estableció la primera estación de televisión de Míchigan, WWJ-TV, ahora WDIV-TV ; ha sido un afiliado principal de NBC desde el inicio de sesión, debido a los vínculos de WWJ-AM con NBC Radio Network.
En 1989, el periódico celebró un acuerdo operativo conjunto de 100 años con el rival Free Press, combinando las operaciones comerciales y manteniendo personal editorial independiente. La compañía combinada se llama Detroit Media Partnership (DMP). El Free Press se mudó al edificio The News en 1998 y hasta el 7 de mayo de 2006, los dos publicaron una única edición conjunta de fin de semana. Hoy, The News se publica de lunes a sábado y tiene una página editorial en dominical del Free Press.
Detroit News tiene una versión en línea, que incluye un sitio web separado para conexiones desde países de la Unión Europea que no rastrea información personal.
The Detroit News ha ganado tres premios Pulitzer.

## Historia

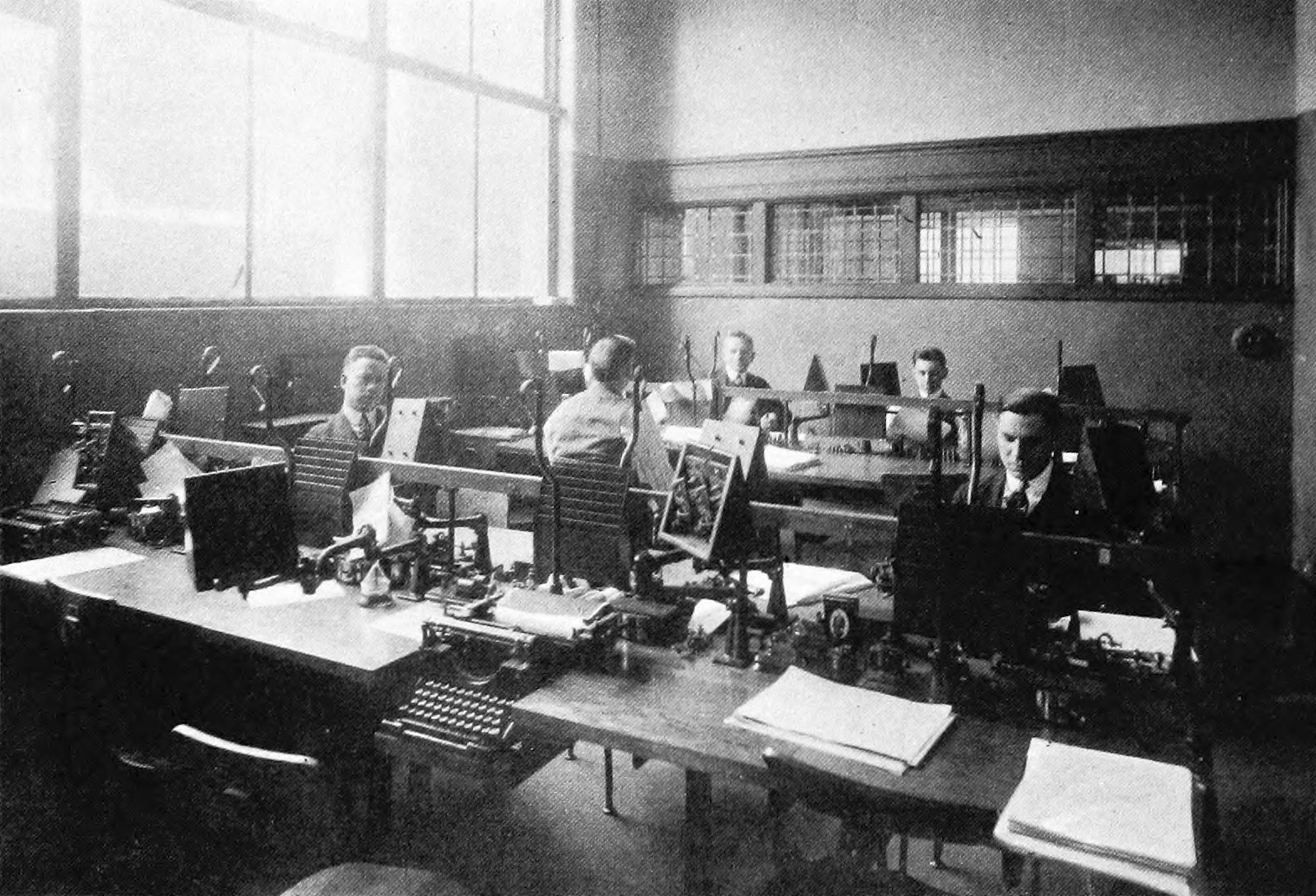
Los envíos telegráficos al periódico superaron las 75 000 palabras al día en 1918

The Detroit News fue fundado por James E. Scripps, quien, a su vez, fue el medio hermano mayor y socio de Edward W. Scripps. Sin embargo, el éxito final del periódico se atribuye en gran parte al yerno de Scripps, George Gough Booth, quien subió a bordo a petición del padre de su esposa. Booth pasó a construir el imperio de periódicos más grande de Míchigan, fundando la cadena independiente Booth Newspapers (ahora propiedad de SI Newhouse) con sus dos hermanos.
El edificio Detroit News se construyó en 1917. Fue diseñado en estilo norrománico por el arquitecto Albert Kahn, quien incluyó un edificio de hormigón de imitación de piedra con grandes arcos a nivel de la calle para admitir la luz. Los arcos a lo largo de los lados este y sur del edificio fueron tapiados para protección después de los disturbios de 1967. Los arcos de ladrillo en los extremos este y sur del edificio se reabrieron durante las renovaciones necesarias cuando Free Press trasladó sus oficinas allí 20 años después.
En 1931, The Detroit News hizo historia cuando compró un autogiro Pitcairn PCA-2 de tres plazas como un avión con cámara que podía despegar y aterrizar en lugares restringidos y semiflotar para tomar fotos. Fue el antepasado del conocido helicóptero de noticias actual. En 1935, se compró y modificó un solo Lockheed Model 9 Orion como un avión de cámara de noticias para The Detroit News. Para trabajar en ese rol, se construyó una cápsula en el borde delantero frontal del ala derecha de aproximadamente 2 m fuera del fuselaje. Esta cápsula tenía una cúpula de vidrio en la parte delantera y una cámara montada. Para apuntar la cámara, el piloto disponía de una mira primitiva en forma de rejilla en el parabrisas.

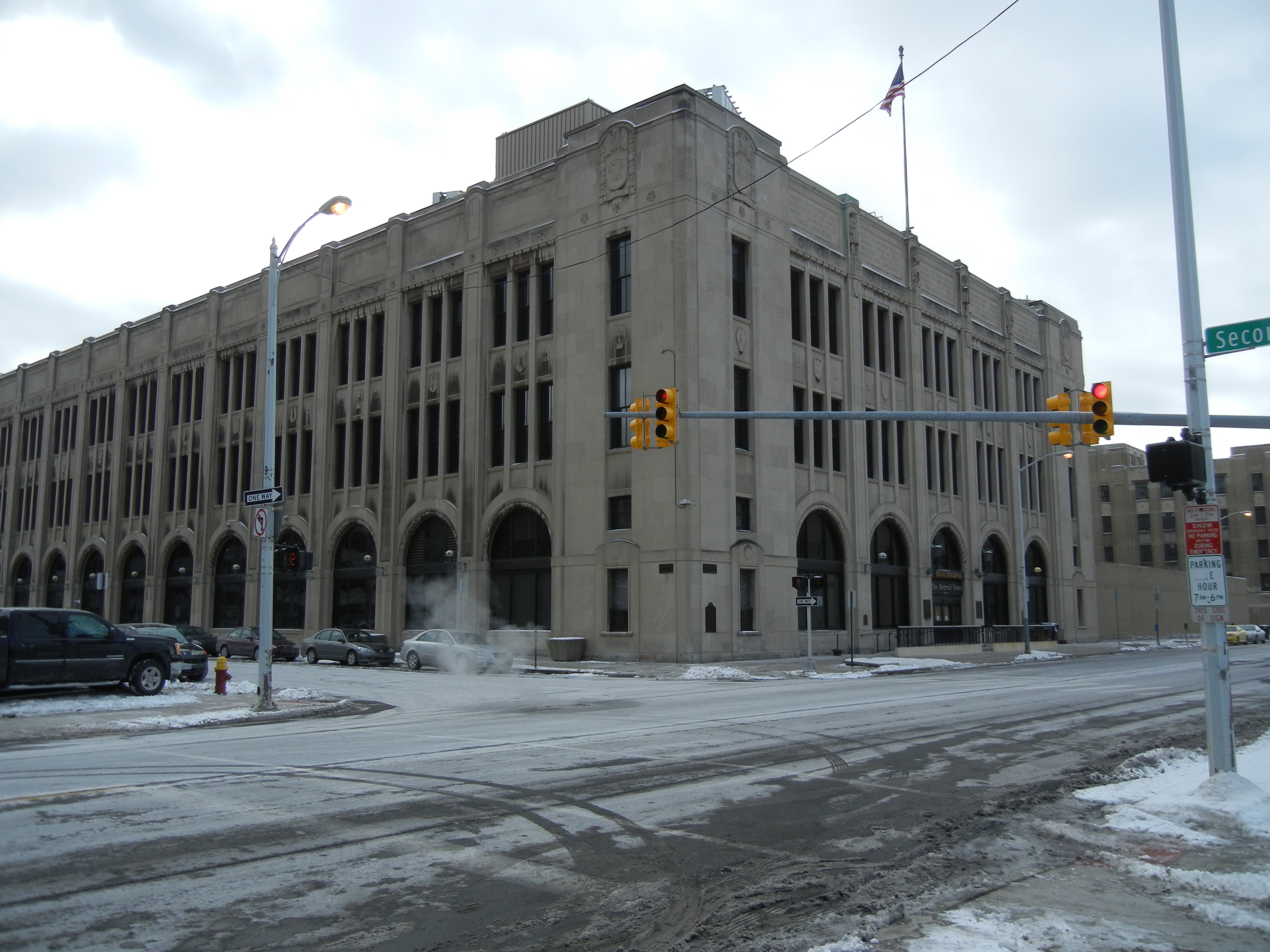
Detroit News and Free Press Building, el hogar del periódico 1917-2014

El 13 de julio de 1995, los empleados de Newspaper Guild de Detroit Free Press y The News, junto con periodistas, impresores y los transportistas, que trabajaban para el brazo de distribución de "Detroit Newspapers", se declararon en huelga. Aproximadamente la mitad de los empleados cruzaron la línea de piquete antes de que los sindicatos pusieran fin a su huelga en febrero de 1997. La huelga se resolvió en los tribunales tres años después, y el sindicato de periodistas perdió su caso de prácticas laborales injustas en apelación. Aun así, los sindicatos debilitados permanecen activos en el periódico, representando a la mayoría de los empleados bajo su jurisdicción.

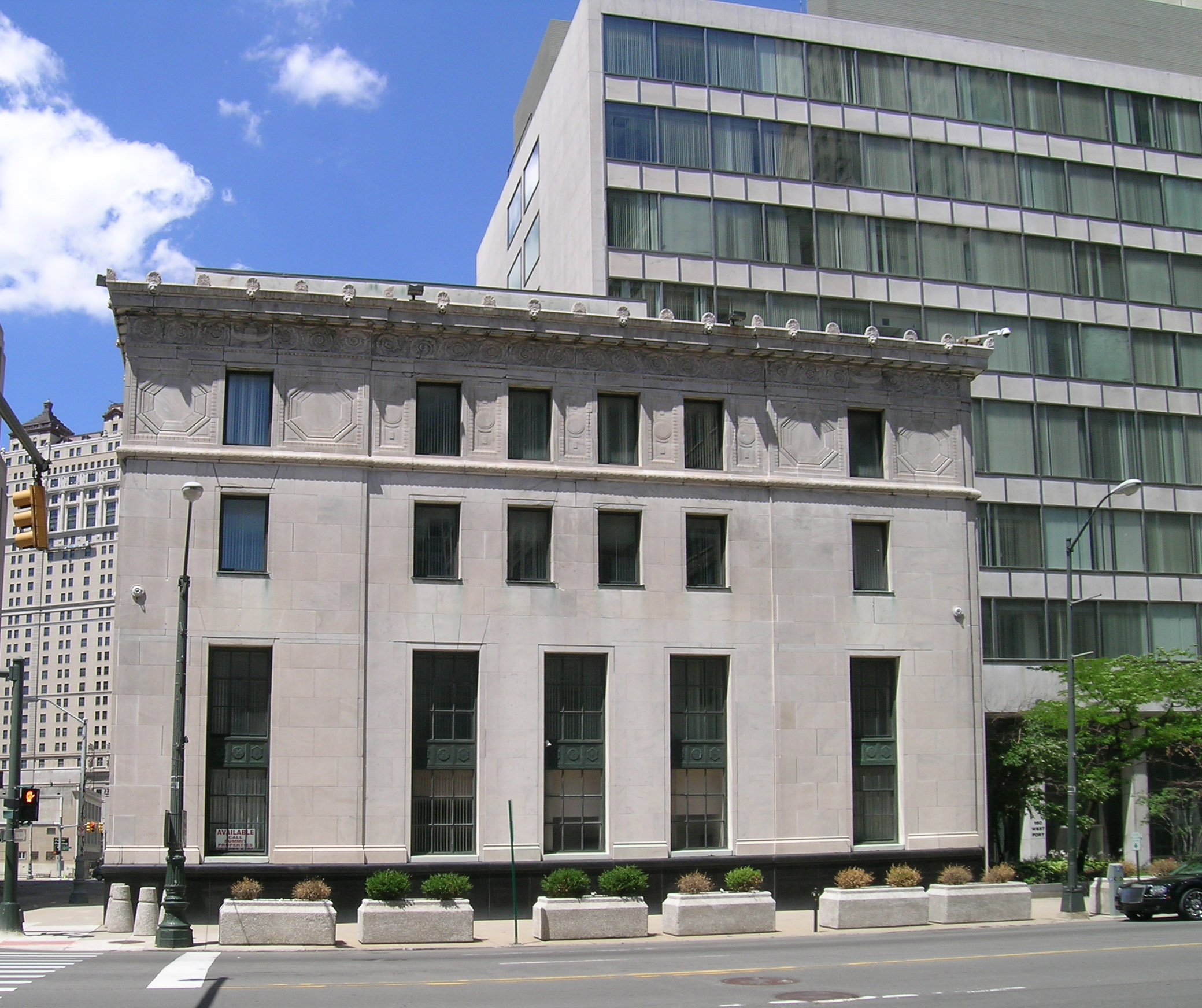
El Federal Reserve Bank of Chicago Detroit Branch Building, la sede actual de Detroit News y del Detroit Free Press.

El 3 de agosto de 2005, Gannett anunció que vendería The News a MediaNews Group y compraría Free Press a la compañía Knight Ridder. Con este movimiento, Gannett se convirtió en el socio gerente del acuerdo de operación conjunta de los periódicos. El 7 de mayo de 2006, la edición dominical del Detroit News y Free Press combinados fue reemplazada por una del Free Press independiente. 
El 16 de diciembre de 2008, Detroit Media Partnership anunció un plan para limitar la entrega a domicilio de lunes a viernes para ambos diarios a los jueves y viernes únicamente. En otros días de la semana, el periódico vendido en los quioscos sería más pequeño, alrededor de 32 páginas y rediseñado. Este arreglo entró en vigor el 30 de marzo de 2009.
En febrero de 2014, el DMP anunció que sus oficinas junto con las de The News y Free Press se trasladarían del edificio West Lafayette a seis pisos en las secciones nueva y antigua del antiguo Federal Reserve Bank of Chicago Detroit Branch Building en 160 West Fort Street. La asociación esperaba colocar letreros en el exterior similares a los de las oficinas anteriores. La medida tuvo lugar del 24 al 27 de octubre de 2014.
Editorialmente, The News se considera más conservador que Free Press. Sin embargo, se considera libertario. En una declaración editorial impresa en 1958, The News se describió a sí mismo como consistentemente conservador en temas económicos y consistentemente liberal en temas de libertades civiles. Nunca ha aprobado un demócrata para presidente, y sólo ha dejado de apoyar a un republicano candidato cuatro veces: dos veces durante el Franklin D. Roosevelt era; en 2004, cuando se negó a respaldar a George W. Bush para la reelección; y en 2016, cuando respaldó al candidato del Partido Libertario Gary Johnson en lugar del candidato republicano Donald Trump.

## Columnistas y redactores
El personal de The Detroit News incluye a los columnistas Nolan Finley, Ingrid Jacques, Bankole Thompson; la escritora de diseño Maureen Feighan; la crítica gastronómica Melody Baetens; los columnistas deportivos Bob Wojnowski y John Niyo; la escritora deportiva Angelique Chengelis, el crítico de automóviles Henry Payne y el columnista de negocios Daniel Howes.
El personal también incluye al reportero del metro Robert Snell, quien fue nombrado Periodista del Año de Míchigan en 2014, 2018 y 2020 por la sección de Detroit de la Sociedad de Periodistas Profesionales.

## Premios
- Premio Sigma Delta Chi 2017 Christine MacDonald[21]
- 1994 Premio Pulitzer por los reportajes Beat Eric Freedman y Jim Mitzelfeld[22]
- Premio Pulitzer de 1982 al servicio público The Detroit News[23]
- 1977 Premio Penney-Missouri a la Excelencia General.[24]
- 1942 Premio Pulitzer de fotografía Milton Brooks (el primer ganador de un fotoperiodismo Pulitzer)[25]